# Illiria (Schiff, 1962)
Die Illiria war ein 1962 in Dienst gestelltes Passagierschiff der italienischen Adriatica di Navigazione, das für die Reederei bis 1977 im Einsatz war. Anschließend fuhr es als Kreuzfahrtschiff unter verschiedenen Namen und Eignern. Am 20. Oktober 1999 sank das Schiff bei Umbauarbeiten in Balboa, nachdem am Tag zuvor ein Brand an Bord ausgebrochen war.

## Geschichte
Die Illiria entstand unter der Baunummer 116 in der Werft der Cantieri Navale Pellegrino in Neapel und lief am 28. April 1962 vom Stapel. Nach der Ablieferung an die Adriatica di Navigazione nahm das Schiff noch im selben Jahr den Liniendienst von Triest über Venedig, Ancona, Zadar, Dubrovnik, Bari, Korfu, Katakolo, Rhodos, Iraklio, Piräus und Itea zurück nach Bari, Dubrovnik, Split, Ancona, Venedig und Triest auf.
Nach 15 Jahren Dienstzeit wurde die Illiria 1977 an die griechische Blue Aegean Sea Line verkauft und fortan für Kreuzfahrten unter der Bereederung von New Frontier Cruises eingesetzt. 1994 ging sie als Bali Sea Dancer an die Peninsular and Oriental Steam Navigation Company für deren Tochtergesellschaft P&O Spice Island Cruises. Ab Juni 1996 war das Schiff aufgelegt.
1999 ging die Bali Sea Dancer an die in Ecuador ansässige Reederei Galatours S.A. und erhielt den Namen Galapagos Discovery. Während Reparatur- und Renovierungsarbeiten in Balboa brach am 19. Oktober 1999 ein Brand an Bord aus, der das Schiff komplett zerstörte und am nächsten Tag zum Sinken im flachen Gewässer brachte. Das Wrack der Galapagos Discovery blieb noch bis zum 28. Februar 2002 in Balboa, ehe es geborgen, auf hohe See geschleppt und dort im tieferen Gewässer versenkt wurde.